# Flutter (software)
Flutter este un kit de dezvoltare software pentru UI (interfață utilizator) open-source creat de Google. Este folosit pentru a dezvolta aplicații multiplatformă dintr-un singur cod sursă pentru orice browser web, Fuchsia, Android, iOS, Linux, macOS și Windows. Prima dată descris în 2015,  Flutter a fost lansat în mai 2017.